# Adaikkakuzhi
Adaikkakuzhi es una  ciudad censal situada en el distrito de Kanyakumari en el estado de Tamil Nadu (India). Su población es de 8888 habitantes (2011). Se encuentra a 30 km de Thiruvananthapuram y a 81 km de Tirunelveli. 

## Demografía
Según el censo de 2011 la población de Adaikkakuzhi era de 8888 habitantes, de los cuales 4408 eran hombres y 4480 eran mujeres. Adaikkakuzhi tiene una tasa media de alfabetización del 91,13%, superior a la media estatal del 80,09%: la alfabetización masculina es del 93,13%, y la alfabetización femenina del 89,20%.